# Werner Nilsen
Werner “Scotty” Nilsen (ur. 24 lutego 1904 w Skien, zm. 10 maja 1992 w Saint Louis) – amerykański piłkarz norweskiego pochodzenia, reprezentant kraju.

## Kariera klubowa
Nilsen urodził się w Skien w Norwegii. Po przybyciu do Ameryki w 1923, grał w bostońskich lokalnych klubach jak Norwegian-Americans i Hub F.C.
Od 1926 występował w Boston Soccer Club. Zdobył z drużyną mistrzostwo American Soccer League w 1928. Do 1929 rozegrał w drużynie z Bostonu 162 mecze, w których strzelił 86 bramek.  
W 1929 przeniósł się Fall River Marksmen. Nadejście Wielkiego Kryzysu w 1929 doprowadziło do szybkiego upadku kilku drużyn i ostatecznego upadku ASL w 1933. Zanim to nastąpiło, Nilsen wygrał mistrzostwo American Soccer League w sezonach 1929, 1930 oraz National Challenge Cup w 1930. W obliczu narastających problemów finansowych drużyna połączyła się z New York Soccer Club, tworząc New York Yankees. Zespół wygrał National Challenge Cup w 1931.
Latem 1931 roku drużyna Yankees przeniosła się do New Bedford w stanie Massachusetts, tworząc zespół New Bedford Whalers. Pomimo zamieszania Nilsen i jego koledzy z drużyny dodali kolejny „dublet”, sięgając po mistrzostwo American Soccer League i National Challenge Cup w 1932. 
W kolejnych latach występował w Stix, Baer and Fuller oraz po przekształceniu drużyny w St. Louis Central Breweries F.C.  stworzyło drużynę, która przez kilka lat dominowała w zawodach St. Louis i Challenge Cup. Nilsen dorzucił kolejne trzy puchary National Challenge Cup oraz League Championship w latach 1933, 1934, 1935. 
Ostatnie lata kariery spędził w St. Louis Shamrocks oraz South Side Radio, zanim przeszedł na emeryturę pod koniec sezonu 1937/38.
| Sezon   | Klub                | Kraj              | Rozgrywki | Mecze | Bramki |
| ------- | ------------------- | ----------------- | --------- | ----- | ------ |
| 1926/27 | Boston Soccer Club  | Stany Zjednoczone |           | 40    | 10     |
| 1927/28 | Boston Soccer Club  | Stany Zjednoczone |           | 46    | 17     |
| 1928/29 | Boston Soccer Club  | Stany Zjednoczone |           | 53    | 43     |
| 1929/30 | Boston Soccer Club  | Stany Zjednoczone |           | 21    | 13     |
| 1930    | Fall River Marksmen | Stany Zjednoczone |           | 27    | 10     |
| 1931    | Fall River Marksmen | Stany Zjednoczone |           | 21    | 16     |
| 1931/32 | New York Yankees    | Stany Zjednoczone |           | 8     | 5      |
| 1931/32 | New Bedford Whalers | Stany Zjednoczone |           | 21    | 16     |

## Kariera reprezentacyjna
Nilsen pierwszy mecz w reprezentacji USA rozegrał 24 maja 1934. Był to wygrany 4:2 mecz eliminacji do Mistrzostw Świata z Meksykiem. 
Drugie i zarazem ostatnie spotkanie z reprezentacją Włoch zakończyło się porażką 1:7.
| Mecze i gole w reprezentacji | Mecze i gole w reprezentacji | Mecze i gole w reprezentacji | Mecze i gole w reprezentacji | Mecze i gole w reprezentacji | Mecze i gole w reprezentacji | Mecze i gole w reprezentacji |
| #                            | Data                         | Miasto                       | Przeciwnik                   | Gol                          | Wynik                        | Rozgrywki                    |
| ---------------------------- | ---------------------------- | ---------------------------- | ---------------------------- | ---------------------------- | ---------------------------- | ---------------------------- |
| 1.                           | 24.05.1934                   | Rzym                         | Meksyk                       |                              | 4:2                          | El. MŚ 1934                  |
| 2.                           | 27.05.1934                   | Rzym                         | Włochy                       |                              | 1:7                          | MŚ 1934                      |

## Kariera trenerska
W latach 1946–1947 trenował zespół St. Louis Raiders.

## Sukcesy
Boston Soccer Club
- Mistrzostwo American Soccer League (1): 1928

Fall River
- Mistrzostwo American Soccer League (2): 1929, 1930
- National Challenge Cup (1): 1930

New York Yankees
- National Challenge Cup (1): 1931

New Bedford Whalers
- Mistrzostwo American Soccer League (1): 1932
- National Challenge Cup (1): 1932

	St. Louis Central Breweries
- National Challenge Cup (3): 1933, 1934, 1935
- League Championship (3): 1933, 1934, 1935